# Campionati del mondo di atletica leggera 2011 - 100 metri piani femminili
La corsa dei 100 metri piani femminili ai campionati del mondo di atletica leggera 2011 si è svolta dal 27 al 29 agosto 2011, presso lo stadio di Taegu nell'omonima città della Corea del Sud.

## Tempi di qualificazione
| Tempo A | Tempo B |
| ------- | ------- |
| 11.29   | 11.38   |

## Dettaglio orario
| Date           | Time  | Round             |
| -------------- | ----- | ----------------- |
| 27 agosto 2011 | 11:30 | Turno Preliminare |
| 28 agosto 2011 | 12:10 | Batterie          |
| 29 agosto 2011 | 19:30 | Semifinali        |
|                | 21:45 | Finale            |

## Risultati
| Legenda | q | Qualificati per tempo | Q | Qualificato | NR | Record Nazionale | PB | Personale | SB | Personale in stagione |

### Turno preliminare
Le prime 3 di ogni batteria più i 4 tempi migliori accedono al turno successivo.
Vento:
Gruppo 1: -0.1 m/s, Gruppo 2: -0.5 m/s, Gruppo 3: +1.8 m/s, Gruppo 4: +1.8 m/s, Gruppo 5: -1.3 m/s
| Pos. | Gruppo | Nome                         | Nazione                       | Tempo | Note                                     |
| ---- | ------ | ---------------------------- | ----------------------------- | ----- | ---------------------------------------- |
| 1    | 2      | Delphine Atangana            | Camerun                       | 11.57 | Q                                        |
| 2    | 3      | Phobay Kutu-Akoi             | Liberia                       | 11.62 | Q                                        |
| 3    | 4      | Jung Hye-Lim                 | Corea del Sud                 | 11.90 | Q                                        |
| 4    | 4      | Liao Ching-Hsien             | Taipei cinese                 | 11.98 | Q                                        |
| 5    | 5      | Norjannah Hafiszah Jamaludin | Malaysia                      | 12.06 | Q                                        |
| 6    | 1      | Kaina Martinez               | Belize                        | 12.14 | Q,                                       |
| 7    | 3      | Vladislava Ovcharenko        | Tagikistan                    | 12.26 | Q                                        |
| 8    | 2      | Ahamada Feta                 | Comore                        | 12.27 | Q,                                       |
| 9    | 1      | Joanne Pricilla Loutoy       | Seychelles                    | 12.29 | Q,                                       |
| 9    | 2      | Diane Borg                   | Malta                         | 12.29 | Q                                        |
| 11   | 5      | Aneterica Quive              | Mozambico                     | 12.31 | Q                                        |
| 12   | 3      | Patricia Taea                | Isole Cook                    | 12.44 | Q,                                       |
| 13   | 5      | Martina Pretelli             | San Marino                    | 12.47 | Q                                        |
| 14   | 5      | Ivana Rožman                 | Macedonia                     | 12.48 | q                                        |
| 15   | 2      | Gloria Diogo                 | São Tomé e Príncipe           | 12.52 | q,                                       |
| 16   | 2      | Djénébou Danté               | Mali                          | 12.62 | q,                                       |
| 17   | 1      | Lovelite Detenamo            | Nauru                         | 12.63 | Q,                                       |
| 18   | 3      | Pollara Cobb                 | Guam                          | 12.64 | q                                        |
| 19   | 3      | Nafissa Souleymane           | Niger                         | 12.74 | Miglior prestazione personale            |
| 20   | 5      | Yvonne Bennett               | Isole Marianne Settentrionali | 12.78 |                                          |
| 21   | 4      | Alda Paulo                   | Angola                        | 12.85 | Q,                                       |
| 22   | 1      | Shinelle Proctor             | Anguilla                      | 12.89 | Miglior prestazione personale            |
| 23   | 4      | Maguy Safi Makanda           | RD del Congo                  | 13.05 | Miglior prestazione personale            |
| 24   | 3      | Joycelyn Taurikeni           | Isole Salomone                | 13.16 | Miglior prestazione personale            |
| 25   | 1      | Chandra Kala Thapa           | Nepal                         | 13.17 | Miglior prestazione personale stagionale |
| 26   | 5      | Susan Tama                   | Vanuatu                       | 13.29 | Miglior prestazione personale            |
| 27   | 2      | Maysa Rejepova               | Turkmenistan                  | 13.43 | Miglior prestazione personale            |
| 28   | 3      | Rubie Joy Gabriel            | Palau                         | 13.48 | Miglior prestazione personale            |
| 29   | 1      | Boudsadee Vongdala           | Laos                          | 13.56 | Miglior prestazione personale stagionale |
| 30   | 1      | Kabotaake Romeri             | Kiribati                      | 13.71 | Miglior prestazione personale            |
| 31   | 5      | Belinda Talakai              | Tonga                         | 13.73 |                                          |
| 32   | 4      | Asenate Manoa                | Tuvalu                        | 13.92 |                                          |
| 33   | 4      | Megan West                   | Samoa Americane               | 13.95 | Miglior prestazione personale            |
| 34   | 4      | Bounkou Camara               | Mauritania                    | 14.05 | Miglior prestazione personale stagionale |
| 35   | 2      | Mihter Wendolin              | Micronesia                    | 14.69 |                                          |
| dq   | 1      | Youlia Camara                | Guinea                        | dq    |                                          |

### Batterie
Le prime 3 di ogni batteria più i 3 tempi migliori accedono alle semifinali.
Vento: Gruppo 1: +0.3 m/s, Gruppo 2: +1.4 m/s, Gruppo 3: +1.0 m/s, Gruppo 4: +0.1 m/s, Gruppo 5: +0.9 m/s, Gruppo 6: +2.2 m/s, Gruppo 7: +0.5 m/s
| Pos | Gruppo | Nome                         | Nazione                   | Tempo | Note                          |
| --- | ------ | ---------------------------- | ------------------------- | ----- | ----------------------------- |
| 1   | 3      | Ivet Lalova                  | Bulgaria                  | 11.09 | Q                             |
| 1   | 5      | Blessing Okagbare            | Nigeria                   | 11.09 | Q                             |
| 3   | 6      | Myriam Soumaré               | Francia                   | 11.11 | , Q                           |
| 4   | 2      | Kerron Stewart               | Giamaica                  | 11.12 | Q                             |
| 4   | 5      | Shelly-Ann Fraser-Pryce      | Giamaica                  | 11.12 | Q                             |
| 6   | 3      | Oludamola Osayomi            | Nigeria                   | 11.14 | Q                             |
| 7   | 6      | Marshevet Myers              | Stati Uniti               | 11.15 | Q                             |
| 8   | 7      | Veronica Campbell-Brown      | Giamaica                  | 11.18 | Q                             |
| 9   | 2      | Ruddy Zang Milama            | Gabon                     | 11.19 | Q                             |
| 9   | 7      | Véronique Mang               | Francia                   | 11.19 | Q                             |
| 9   | 3      | Michelle-Lee Ahye            | Trinidad e Tobago         | 11.20 | Q,                            |
| 12  | 1      | Carmelita Jeter              | Stati Uniti               | 11.20 | Q                             |
| 12  | 2      | Ezinne Okparaebo             | Norvegia                  | 11.20 | Q,                            |
| 14  | 6      | Olesya Povh                  | Ucraina                   | 11.25 | Q                             |
| 15  | 4      | Kelly-Ann Baptiste           | Trinidad e Tobago         | 11.26 | Q                             |
| 15  | 5      | Ana Cláudia Lemos Silva      | Brasile                   | 11.26 | Q                             |
| 15  | 2      | Semoy Hackett                | Trinidad e Tobago         | 11.26 | q                             |
| 18  | 7      | Aleksandra Fedoriva          | Russia                    | 11.27 | Q,                            |
| 19  | 7      | Yasmin Kwadwo                | Germania                  | 11.28 | q,                            |
| 20  | 6      | Jura Levy                    | Giamaica                  | 11.33 | q                             |
| 20  | 7      | Nataliya Pohrebnyak          | Ucraina                   | 11.33 |                               |
| 22  | 4      | Chisato Fukushima            | Giappone                  | 11.34 | Q                             |
| 23  | 1      | Sheniqua Ferguson            | Bahamas                   | 11.35 | Q                             |
| 23  | 5      | Inna Eftimova                | Bulgaria                  | 11.35 |                               |
| 23  | 6      | Leena Günther                | Germania                  | 11.35 |                               |
| 26  | 4      | Rosângela Santos             | Brasile                   | 11.36 | Q                             |
| 27  | 4      | Mikele Barber                | Stati Uniti               | 11.39 |                               |
| 28  | 4      | Anyika Onuora                | Gran Bretagna             | 11.40 |                               |
| 29  | 1      | Jeanette Kwakye              | Gran Bretagna             | 11.41 | Q                             |
| 30  | 3      | Laura Turner                 | Gran Bretagna             | 11.44 |                               |
| 31  | 3      | Guzel Khubbieva              | Uzbekistan                | 11.45 |                               |
| 32  | 1      | Nelkis Casabona              | Cuba                      | 11.45 |                               |
| 32  | 2      | Andreea Ograzeanu            | Romania                   | 11.46 |                               |
| 34  | 4      | Delphine Atangana            | Camerun                   | 11.55 |                               |
| 35  | 3      | Yomara Hinestroza            | Colombia                  | 11.56 |                               |
| 36  | 2      | Phobay Kutu-Akoi             | Liberia                   | 11.60 |                               |
| 37  | 5      | Olga Bludova                 | Kazakistan                | 11.62 |                               |
| 38  | 1      | Marta Jeschke                | Polonia                   | 11.72 |                               |
| 39  | 7      | Norjannah Hafiszah Jamaludin | Malaysia                  | 11.73 |                               |
| 40  | 6      | Jung Hye-Lim                 | Corea del Sud             | 11.87 |                               |
| 41  | 1      | Liao Ching-Hsien             | Taipei cinese             | 12.15 |                               |
| 42  | 1      | Kaina Martinez               | Belize                    | 12.17 |                               |
| 43  | 5      | Diane Borg                   | Malta                     | 12.21 |                               |
| 43  | 6      | Ahamada Feta                 | Comore                    | 12.21 |                               |
| 45  | 7      | Vladislava Ovcharenko        | Tagikistan                | 12.23 |                               |
| 46  | 3      | Martina Pretelli             | San Marino                | 12.27 |                               |
| 47  | 7      | Djénébou Danté               | Mali                      | 12.31 | Miglior prestazione personale |
| 48  | 2      | Joanne Pricilla Loutoy       | Seychelles                | 12.34 |                               |
| 49  | 4      | Aneterica Quive              | Mozambico                 | 12.39 |                               |
| 50  | 2      | Ivana Rožman                 | Macedonia                 | 12.42 |                               |
| 51  | 6      | Gloria Diogo                 | São Tomé e Príncipe       | 12.45 |                               |
| 52  | 5      | Lovelite Detenamo            | Nauru                     | 12.50 | Record nazionale              |
| 53  | 1      | Pollara Cobb                 | Guam                      | 12.55 | Record nazionale              |
| 54  | 3      | Patricia Taea                | Isole Cook                | 12.62 |                               |
| 55  | 4      | Alda Paulo                   | Angola                    | 13.01 |                               |
| dns | 5      | Natasha Mayers               | Saint Vincent e Grenadine | dns   |                               |

### Semifinali
Qualificazione: i primi 2 di ogni batteria (Q) e i due migliori tempi dei non qualificati (q) avanzano in finale.
Vento:
Gruppo 1: -1.3 m/s, Gruppo 2: -1.4 m/s, Gruppo 3: -1.5 m/s
| Pos | Gruppo | Nome                    | Nazione           | Tempo | Note |
| --- | ------ | ----------------------- | ----------------- | ----- | ---- |
| 1   | 3      | Carmelita Jeter         | Stati Uniti       | 11.02 | Q    |
| 2   | 2      | Shelly-Ann Fraser-Pryce | Giamaica          | 11.03 | Q    |
| 3   | 3      | Kelly-Ann Baptiste      | Trinidad e Tobago | 11.05 | Q    |
| 4   | 2      | Veronica Campbell-Brown | Giamaica          | 11.06 | Q    |
| 5   | 2      | Blessing Okagbare       | Nigeria           | 11.22 | q    |
| 6   | 3      | Ivet Lalova             | Bulgaria          | 11.23 | q    |
| 7   | 1      | Kerron Stewart          | Giamaica          | 11.26 | Q    |
| 8   | 2      | Semoy Hackett           | Trinidad e Tobago | 11.35 |      |
| 9   | 1      | Marshevet Myers         | Stati Uniti       | 11.38 | Q    |
| 10  | 2      | Ruddy Zang Milama       | Gabon             | 11.43 |      |
| 11  | 3      | Véronique Mang          | Francia           | 11.44 |      |
| 12  | 1      | Myriam Soumaré          | Francia           | 11.47 |      |
| 13  | 1      | Ezinne Okparaebo        | Norvegia          | 11.48 |      |
| 13  | 1      | Michelle-Lee Ahye       | Trinidad e Tobago | 11.48 |      |
| 13  | 1      | Jeanette Kwakye         | Gran Bretagna     | 11.48 |      |
| 13  | 2      | Olesya Povh             | Ucraina           | 11.48 |      |
| 17  | 3      | Jura Levy               | Giamaica          | 11.53 |      |
| 18  | 1      | Yasmin Kwadwo           | Germania          | 11.54 |      |
| 18  | 3      | Aleksandra Fedoriva     | Russia            | 11.54 |      |
| 20  | 3      | Ana Cláudia Lemos Silva | Brasile           | 11.55 |      |
| 21  | 1      | Oludamola Osayomi       | Nigeria           | 11.58 |      |
| 22  | 2      | Sheniqua Ferguson       | Bahamas           | 11.59 |      |
| 22  | 3      | Chisato Fukushima       | Giappone          | 11.59 |      |
| 24  | 2      | Rosângela Santos        | Barbados          | 11.61 |      |

### Finale
Vento: -1.4 m/s
| Pos | Corsia | Nome                    | Nazione           | Tempo | Note |
| --- | ------ | ----------------------- | ----------------- | ----- | ---- |
| 1   | 4      | Carmelita Jeter         | Stati Uniti       | 10.90 |      |
| 2   | 8      | Veronica Campbell-Brown | Giamaica          | 10.97 |      |
| 3   | 5      | Kelly-Ann Baptiste      | Trinidad e Tobago | 10.98 |      |
| 4   | 3      | Shelly-Ann Fraser-Pryce | Giamaica          | 10.99 |      |
| 5   | 2      | Blessing Okagbare       | Nigeria           | 11.12 |      |
| 6   | 6      | Kerron Stewart          | Giamaica          | 11.15 |      |
| 7   | 1      | Ivet Lalova             | Bulgaria          | 11.27 |      |
| 8   | 7      | Marshevet Myers         | Stati Uniti       | 11.33 |      |